# 謝氏岩頭長頜魚
謝氏岩頭長頜魚，為輻鰭魚綱骨舌魚目象鼻魚科岩頭長頜魚屬的其中一種，分布於非洲剛果河中游流域，體長可達5.6公分，棲息在底層水域。